# Pura Penataran Agung Lempuyang
Pura Penataran Agung Lempuyang é um pura (templo hindu) localizado na encosta do monte Lempuyang em Karangasem, Bali. Faz parte de um complexo de puras que circunda o monte Lempuyang, um dos templos de Bali. Os templos dessa montanha, representados pela mais alta pureza no pico do monte Lempuyang, Pura Lempuyang Luhur, são um dos Sad Kahyangan Jagad, ou os "seis santuários do mundo", os seis locais de culto mais sagrados de Bali.

## História
Acredita-se que o estabelecimento de locais de culto em torno do monte Lempuyang anteceda a maioria dos templos hindus na ilha de Bali. Os puras do monte Lempuyang, representadas pelo Pura Lempuyang Luhur, o templo mais alto da região, agrupam um complexo de templos que representam o Pura Sad Kahyangan Luhur Lempuyang. Os grupos do templo fazem parte do Sad Kahyangan Jagad, ou os "seis santuários do mundo", os seis lugares de culto mais sagrados de Bali. De acordo com as crenças balinesas, eles são os pontos principais da ilha e são destinados a proporcionar equilíbrio espiritual a Bali. Os grupos de templos do Monte Lempuyang também fazem parte do grupo de templos de Bali conhecido como Pura Kahyangan Padma Bhuwana. Cada um dos templos da Pura Kahyangan Padma Bhuwana marca cada uma das oito direções cardeais. Pura Lempuyang Luhur representa a direção do leste (purwa) e a cor branca. Esta direção está associada com o domínio do deus balinês Iswara.

## Estilo do templo
Pura Penataran Agung está localizado na encosta do Monte Lempuyang, a 600 m acima do nível do mar. O monte Lempuyang, também conhecido como Monte Lempuyang Luhur, é um dos pontos naturais mais sagrados de Bali. Toda a montanha Lempuyang foi dividida em três seções que corresponde à cosmologia balinesa, a base da montanha é conhecida como Sang Ananta Bhoga e corresponde ao monte de Brama, a parte média da montanha é conhecida como Sang Naga Basukih e corresponde a monte de Vixnu, enquanto o topo da montanha é conhecido como Sang Naga Taksaka e é considerado como monte de Xiva. O ponto mais sagrado do Monte Lempuyang é onde o Pura Lempuyang Luhur foi construído. Pura Penataran Agung, também conhecida como Pura Silawana Hyang Sar, está localizada na parte central da montanha; enquanto que na base da montanha, o Pura Dalem Dasar Lempuyang foi construído.